# Mark 84

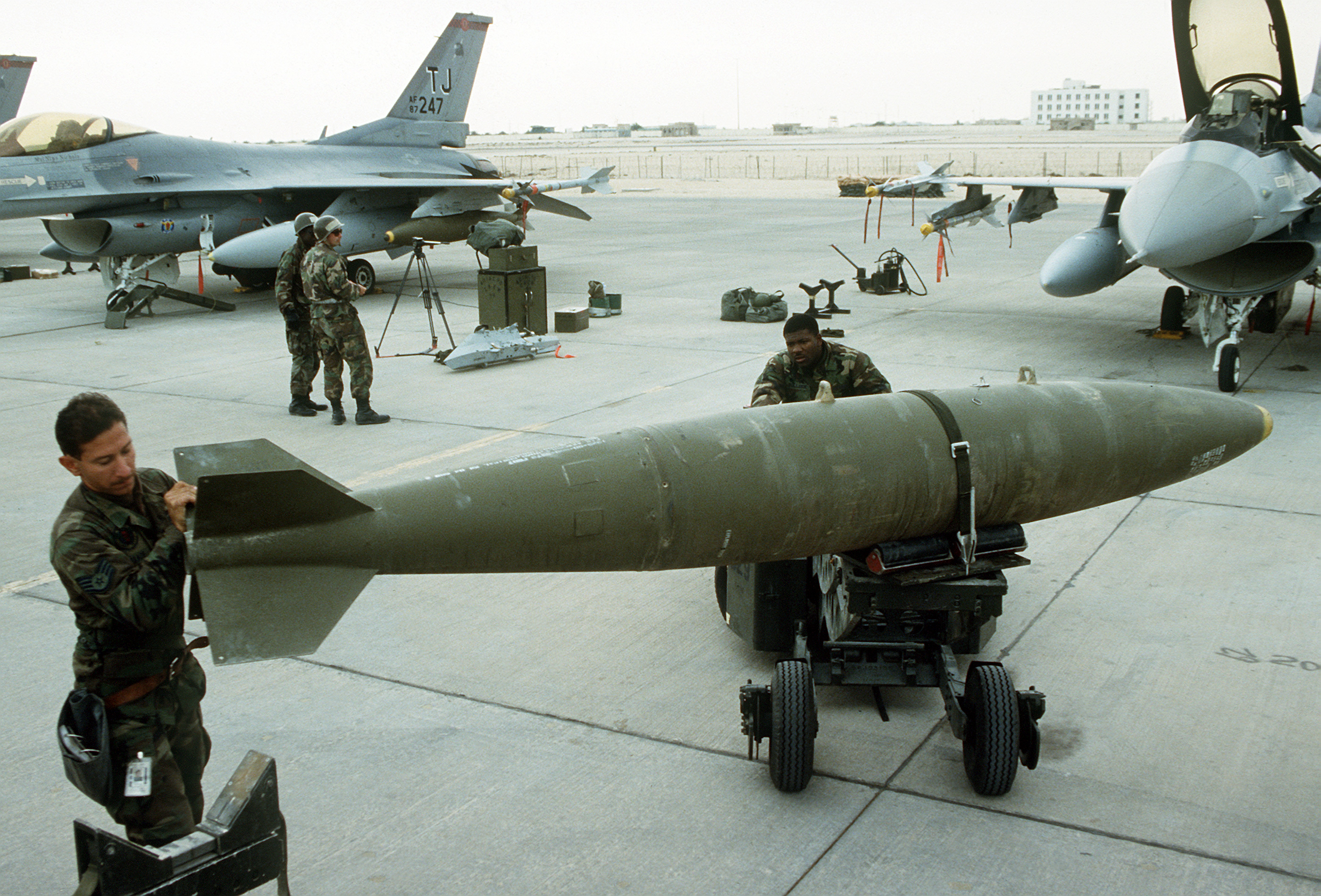

Mark 84 — американская авиационная бомба, принятая на вооружение в годы войны во Вьетнаме.
Является самой крупной из серии авиабомб типа Марк. Имеет номинальный вес 2000 фунтов (908 кг), но её фактический вес может несколько отличаться от номинального, колеблясь в зависимости от модификации, в диапазоне от 1972 фунтов (896 кг) до 2083 (947 кг). Корпус изготавливается из металла. Он заполнен 945 фунтами (429 кг) взрывчатого вещества тритонал. Бомба способна пробить 380 мм металла или 3,3 метра бетона.

## Система наведения
Лазерные блоки наведения KMU-351B (Laser Guided Bomb Kit WS-212) и электронно-оптические блоки наведения KMU-353A/B (Electro-Optical Guided Bomb Kit WS-213) для наведения бомб на терминальном участке траектории полёта были разработаны и производились компанией Texas Instruments, Inc., Даллас, Техас; альтернативным поставщиком оптических ГСН выступала North American Rockwell Corp.

## Боевое применение
- в июне 1981 года, в ходе операции «Опера» бомба была успешно использована для уничтожения ядерного реактора «Осирак» французского производства на территории Ирака.
- 7 августа 1982 года одна бомба была применена в ходе осады Бейрута[3].